# Henry Bredemers
Henry Bredemers (* um 1472 in Namur; † 20. Mai 1522 in Lierre) war ein flämischer Organist, Orgelspezialist und Musikpädagoge. Er hinterließ keine Kompositionen, gilt aber als bedeutender Musiklehrer der Renaissance.

## Leben und Werk
Henry Bredemers war Sängerknabe der Kantorei Notre Dame in Antwerpen. Ab 1496 wirkte er dort als Organist. 1500 wurde er dort Nachfolger von G. Nepotis (gest. 1496) als Organist und Sängerknabenpräzeptor der burgundischen Hofkapelle Philipp des Schönen. Henry Bredemers begleitete mit der Hofkapelle den Herzog auf seinen Reisen nach Spanien, England, Frankreich, Österreich und Süddeutschland. Er wurde Musiklehrer des späteren Kaisers Karl V. und dessen Schwestern Eleonore, Maria und Isabella. Ab 1506 war Bredemers Präbendar am Kollegiatenstift St. Gummarus in Lier. In dessen Stiftskirche liegt Henry Bredemers begraben.